# Gracjan Korwin
Gracjan Korwin (ur. 1779, zm. 2 grudnia 1821 w Warszawie) – redaktor, założyciel pierwszego polskiego czasopisma technicznego.

## Życiorys
Swoją karierę zawodową rozpoczął w administracji państwowej. W latach 1812–1814 był podprefektem powiatu staszowskiego. Podczas podróży uległ wypadkowi, co skończyło się dla niego trwałym kalectwem, przez co zmuszony był zrezygnować z kariery urzędniczej i osiadł w Warszawie, gdzie poświęcił się studiom technicznym. W 1820 r. założył pierwsze polskie czasopismo techniczne: Izys Polska, czyli Dziennik umiejętności, wynalazków, kunsztów i rękodzieł, poświęcony krajowemu przemysłowi tudzież potrzebie wiejskiego i miejskiego gospodarstwa. Jako pierwszy redaktor miesięcznika Korwin przyciągał do współpracy licznych specjalistów oraz czerpał inspiracje z fachowej literatury angielskiej, francuskiej i niemieckiej. Na łamach czasopisma pojawiały się artykuły z dziedzin takich jak: technika, chemia, fizyka oraz tematy poruszające praktyczną stronę przemysłu, rolnictwa i gospodarstwa domowego. Umieszczano w nim informacje o nowych odkryciach, wynalazkach, narzędziach itp. Gracjan Korwin wydał do swojej śmierci 21 zeszytów, które składały się na tomy 1-5 i część tomu szóstego. Po jego śmierci redaktorem Izys Polska został jego szwagier Antoni Lelowski. 
Został pochowany na cmentarzu Powązkowskim w mogile ziemnej bez napisu.